# Intel 64
Intel 64 – architektura procesorów firmy Intel, będąca implementacją architektury x86-64 i bazująca na rozwiązaniach architektury AMD64. Do drugiej połowy 2006 roku nosiła nazwę EM64T. Są to nałożone na architekturę IA32 dodatkowe tryby pracy procesora umożliwiające obsługę 32- i 64-bitowych aplikacji.
Intel 64 pojawił się na początku w procesorach kodowo nazywanych Nocona, a sprzedawanych jako przeznaczone dla serwerów procesory Xeon. Ofensywa AMD zmusiła Intela do przyspieszenia prac nad instrukcjami x86-64 i wprowadzeniem ich do komputerów osobistych. Architektura jest obecna w nowszych modelach procesorów Pentium 4, Pentium D, Celeron D, Xeon, Pentium Dual Core, a także we wszystkich modelach procesorów Core 2, Core i3, Core i5 oraz Core i7.